# Charles T. Doxey

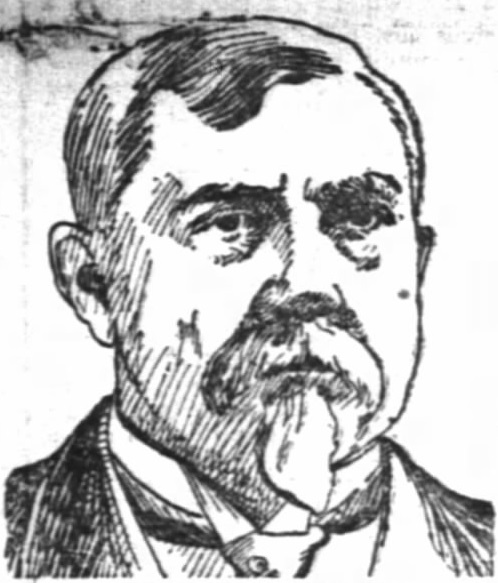
Charles T. Doxey

Charles Taylor Doxey (* 13. Juli 1841 im Tippecanoe County, Indiana; † 30. April 1898 in Anderson, Indiana) war ein US-amerikanischer Politiker. Zwischen Januar und März 1883 vertrat er den Bundesstaat Indiana im US-Repräsentantenhaus.

## Werdegang
Im Jahr 1855 zog Charles Doxey mit seiner Mutter nach Minnesota, wo er auf einer Farm arbeitete. Später kam er nach Fairbury in Illinois, wo er die öffentlichen Schulen besuchte. Danach zog er nach Anderson in Indiana. Während des Bürgerkrieges war er zeitweise Offizier im Heer der Union. Nach dem Krieg stellte Doxey unter anderem Fassdauben her.
Politisch wurde er Mitglied der Republikanischen Partei. Im Jahr 1876 saß er im Senat von Indiana. Damals wurde er auch Direktor einer Gasgesellschaft. Nach dem Tod des Abgeordneten Godlove Stein Orth wurde Doxey bei der fälligen Nachwahl für den neunten Sitz von Indiana als dessen Nachfolger in das US-Repräsentantenhaus in Washington, D.C. gewählt, wo er am 17. Januar 1883 sein neues Mandat antrat. Bis zum 3. März desselben Jahres konnte er die laufende Legislaturperiode im Kongress beenden. 1884 bewarb er sich erfolglos um die Rückkehr in den Kongress.
Nach seinem Ausscheiden aus dem US-Repräsentantenhaus nahm Charles Doxey seine früheren Tätigkeiten wieder auf. Er starb am 30. April 1898 in Anderson, wo er auch beigesetzt wurde.